# Кушнірова Сталіна Дмитрівна
Сталіна Дмитрівна Кушнірова (27 жовтня 1939, місто Ужур, тепер Красноярського краю, Російська Федерація —22 лютого 2022, місто Шостка Сумської області) — українська радянська діячка, голова Шосткинського міськвиконкому, 1-й секретар Шосткинського міськкому КПУ Сумської області. Член Ревізійної Комісії КПУ в 1981—1990 роках.

## Біографія
Народилася у родині військового полковника. Після закінчення середньої школи разом з родиною в 1956 році переїхала до міста Шостки на Сумщині.
У 1956—1964 роках — робітниця Шосткинського заводу № 53 «Імпульс» Сумської області. Освіта вища. Заочно закінчила Харківський політехнічний інститут.
У 1964—1967 роках — 2-й секретар Шосткинського міського комітету ЛКСМУ Сумської області.
Член КПРС з 1965 року.
У 1967—1970 роках — завідувач відділу пропаганди і агітації Шосткинського міського комітету КПУ. У 1970—1977 роках — секретар Шосткинського міського комітету КПУ з питань ідеології.
У червні 1977 — 1978 року — голова виконавчого комітету Шосткинської міської ради народних депутатів Сумської області.
У 1978—1990 роках — 1-й секретар Шосткинського міського комітету КПУ Сумської області.
З 1990 року працювала в Шосткинській міській раді, на Шосткинському виробничому об'єднанні «Свема» та в Науково-дослідному інституті хімічних продуктів у місті Шостці Сумської області. Керувала Фондом милосердя в місті Шостці.
Потім — на пенсії в місті Шостці Сумської області.

## Нагороди
- два ордени Трудового Червоного Прапора
- орден «Знак Пошани»
- медалі
- почесний громадянин міста Шостки Сумської області.